# Saint-Léger-des-Aubées
Saint-Léger-des-Aubées è un comune francese di 253 abitanti situato nel dipartimento dell'Eure-et-Loir nella regione del Centro-Valle della Loira.

## Società

### Evoluzione demografica
Abitanti censiti